# Siergiej Szakimow
Siergiej Szakimow (ros. Сергей Шакимов; ur. 17 stycznia 1972) – kazachski judoka. Dwukrotny olimpijczyk. Zajął trzynaste miejsce w Atlancie 1996 i odpadł w eliminacjach w Sydney 2000. Walczył w wadze średniej i półciężkiej.
Piąty na mistrzostwach świata w 1995 i 1999; uczestnik zawodów w 1993, 1997 i 2001. Startował w Pucharze Świata w latach 1995-1997 i 1999. Brązowy medalista igrzysk azjatyckich w 1994. Zdobył cztery medale na mistrzostwach Azji w latach 1993-1997. Brązowy medalista igrzysk Azji Wschodniej w 1997 i 2001 roku.

## Letnie Igrzyska Olimpijskie 1996
| Konkurencja | Eliminacje                 | Eliminacje             | Repasaże                 | Klas. końcowa |
| Konkurencja | Przeciwnik I               | Przeciwnik II          | Przeciwnik I             | Miejsce       |
| ----------- | -------------------------- | ---------------------- | ------------------------ | ------------- |
| 95 kg       | Nacanieli Qerewaqa (FIJ) Z | Aurélio Miguel (BRA) P | Alejandro Bender (ARG) P | 13.           |

## Letnie Igrzyska Olimpijskie 2000
| Konkurencja | Eliminacje               | Klas. końcowa |
| Konkurencja | Przeciwnik I             | Miejsce       |
| ----------- | ------------------------ | ------------- |
| 90 kg       | Hidehiko Yoshida (JPN) P | I runda.      |